# Ема Мерск
„Ема Мерск“ (на датски: Emma Mærsk) е датски кораб, един от най-големите контейнеровози в света. Собственост е на „Мерск“.
Корабът е построен през 2006 година и оттогава е едноличен лидер в „състезанието“ на морския транспорт. Има капацитет за 13 500 контейнера според IMO.

## Състезание
През 2006 година в корабостроителния завод Odense Steel Shipyard е построен най-големият контейнеровоз в света. Съревнованието на големите кораби стартира през 1970-те години, когато започват проектите за най-големите кораби – танкери, бълкери и т.н. През 1981 г. е построен първият гигант „Нок Невис“, който със своите 565 000 тона и над 450 метра дължина, все още остава ненадминат супертанкер. Малко по-късно през 1986 г. е построен гигантът „Берге Щал“, който води с неистова преднина при корабите за насипни товари.
Всички тези кораби обаче не могат да бъдат използвани в пълния им капацитет поради ограниченията в каналите, пристанищата и проливите. Затова последните години инвеститорите поръчват основно по-малки кораби – „Суец-макс“, „Панама-макс“ и т.н.
При контейнеровозите обаче бизнесът и силата на развитие на корабоплаването се засилва с всеки ден. През 2003 година е построен най-големият тогава контейнеровоз в света Xin Shanghai с капацитет 11 000 контейнера. Само 3 години по-късно е построен „Ема Мерск“ с капацитет 13 500 контейнера, който става основа на всички контейнеровози „Клас Е“. Контейнеровозите стават все по-големи, защото бизнесът с контейнери се разраства, а ограниченията за контейнеровозите – газене и т.н. не са толкова големи.

## Факти
Има дължина 397 метра, ширина 56 метра и газене 15,5 метра. Корабът е с водоизместване 156 907 тона и грос тонаж от 170 974 грос тона. Има двигател Wartsila 14RT-Flex96c, с мощност 80 мегавата или 109 000 конски сили. Допълнителите генератори са Caterpillar 8M32, които дават мощност от 40 000 конски сили. Максималната скорост, която „Ема Мерск“ може да постигне, е 31 възела.
Корабът е построен по изключително модерна технология, която да гарантира оптимално използването му. Доходоносността на кораба е много голяма, като е повишена скоростта му, а е намален разходът на гориво и времето за товарене.